# Hard to Hold (película)
Hard to Hold, titulada Ídolo del Rock en España y El amor de un ídolo en Argentina, es una película de drama musical rodada en 1984. Fue concebida como el estrellato para el cantante Rick Springfield, que tenía una sólida hoja de actuación para la TV y un gran amanecer para su carrera de rock.

## Argumento
James "Jamie" Roberts (Rick Springfield) está acostumbrado a tener su manera con las mujeres. Un día se encuentra con la psicóloga infantil llamada Diana Lawson (Janet Eilber) en un accidente automovilístico. Trata de ganar su afecto, pero es difícil por el hecho de que su examante, Nicky Nides (Patti Hansen), sigue siendo miembro de su banda.

## Banda sonora

### Lista de canciones
La mayoría de las canciones de la película son cantadas por Rick Springfield:
1. Love Somebody - 03:35 - Rick Springfield
2. Don't Walk Away - 04:00 - Rick Springfield
3. Bop Til You Drop - 04:17 - Rick Springfield
4. Taxi Dancing - 03:31 - Rick Springfield & Randy Crawford
5. S.F.O. (Instrumental) - 02:22 - Rick Springfield
6. Stand Up- 03:06 - Rick Springfield
7. When The Lights Go Down - 03:22 - Graham Parker
8. The Great Lost Art Of Conversation - 03:07 - Rick Springfield
9. Heart Of A Woman - 03:42 - Nona Hendryx
10. I Go Swimming - 04:36 - Peter Gabriel